# Mehdi Ben Barka

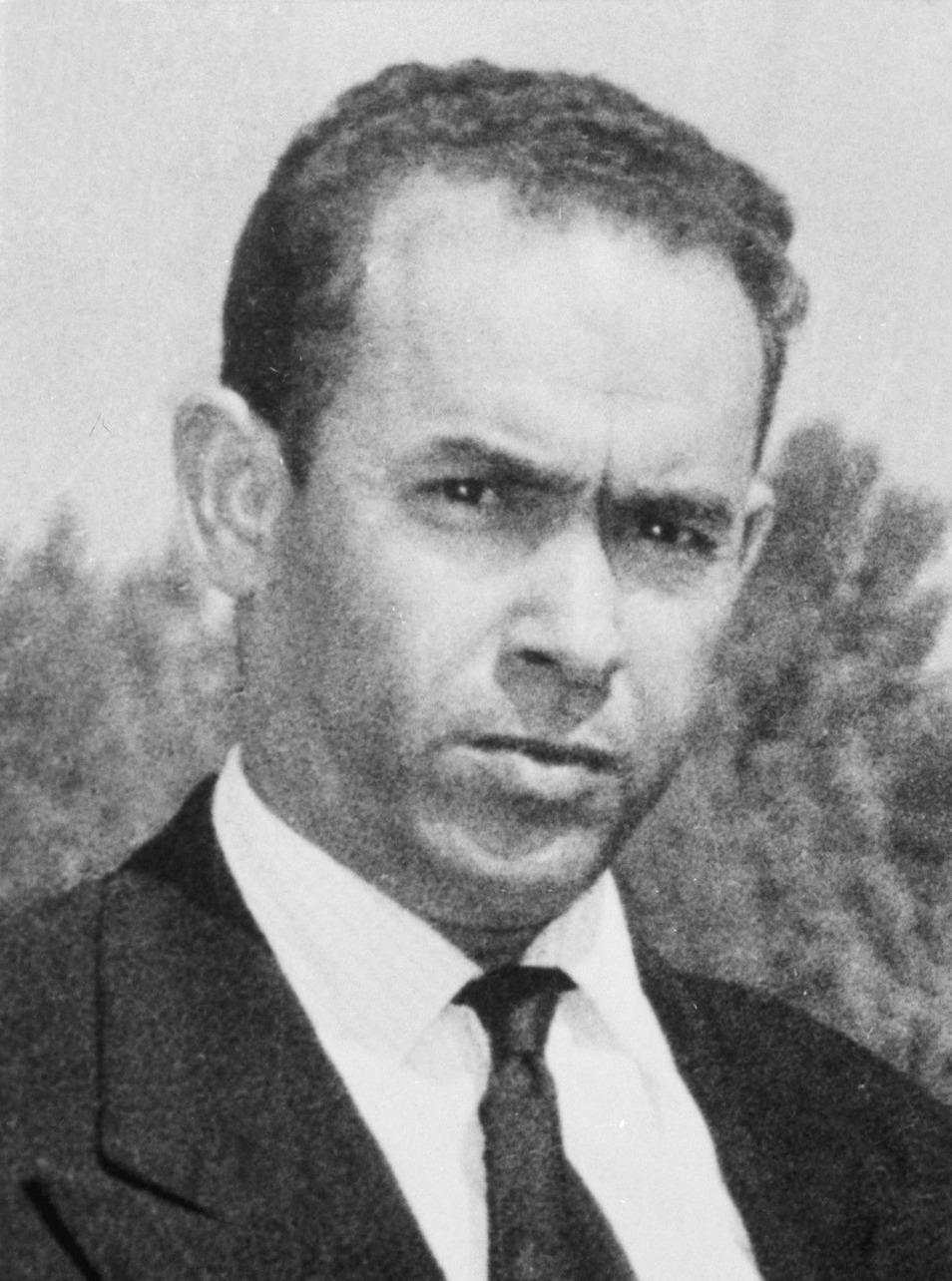
Mehdi Ben Barka, 1965

Mehdi Ben Barka (* 1920 in Rabat; † 29. oder 30. Oktober 1965 in Fontenay-le-Vicomte, Département Essonne, Frankreich; arabisch المهدي بن بركة, DMG al-Mahdī b. Baraka) war ein marokkanischer Oppositionspolitiker.

## Leben
Ben Barka war der Sohn eines marokkanischen Gerichtsdieners. Er wurde Gymnasiallehrer für Mathematik und Privatlehrer am Hofe Mohammeds V. Dort unterrichtete er dessen Sohn und Thronnachfolger Hassan II. in Mathematik.
Seit 1944 Mitglied in der Partei Istiqlal, organisierte Ben Barka nach der Verbannung von Mohammed V. durch die französische Protektoratsmacht (1953–1955) den bewaffneten Widerstand. Nach der Unabhängigkeit Marokkos war er bis 1958 Präsident der parlamentarischen Beratenden Versammlung und gründete 1959 die Linkspartei „Nationale Union der Volkskräfte/Vereinigte Nationale Volksfront“ (UNFP).
Er musste wegen seiner Kritik an der Entlassung des Ministerpräsidenten Abdallah Ibrahim durch Mohammed V. vor einem Hochverratsprozess 1960 ins Ausland fliehen (in die Schweiz, nach Ägypten, zuletzt nach Frankreich). Daraufhin wurde er in Marokko zum Tode verurteilt. Während des marokkanisch-algerischen Konflikts nahm er Partei für Algerien. Am 29. Oktober 1965 wurde er in Paris vor der Brasserie Lipp am Boulevard Saint-Germain von einem Agenten des SDECE sowie zwei Polizisten der „Brigade mondaine“ (der damaligen „Sittenpolizei“) entführt und später in einem Haus in einem Pariser Vorort von nie eindeutig identifizierten Tätern ermordet. Der marokkanische Innenminister General Oufkir und der Chef der marokkanischen Sicherheitspolizei Ahmed Dlimi wurden in Frankreich angeklagt, die Drahtzieher der Entführung und anschließenden Ermordung Ben Barkas gewesen zu sein. Dlimi, der sich der französischen Justiz stellte, wurde im Juni 1967 freigesprochen. General Oufkir wurde wegen dieser Tat in Abwesenheit zu lebenslanger Haft verurteilt.

## Aufarbeitung in Film und Literatur
Der Film Made in U.S.A. (1966) von Jean-Luc Godard verarbeitet lose die Ereignisse von Ben Barkas Tod.
Der Spielfilm Das Attentat (1972) von Regisseur Yves Boisset nach dem Drehbuch von Ben Barzman, Basilio Franchina und Jorge Semprún beruht auf diesem bis heute nicht zur Gänze aufgeklärten Politskandal der jüngeren französischen Geschichte. Die Figur des Sadiel, gespielt von Gian Maria Volonté, ist angelehnt an Ben Barka. 2005 wurde der Spielfilm Ich sah den Mord an Ben Barka veröffentlicht. Barka wird hier von Simon Abkarian dargestellt.
In der Komödie Die Abenteuer des Rabbi Jacob aus dem Jahr 1973 mit Louis de Funes wird der Revolutionsführer Slimane im gleichen Café vom Geheimdienst seines Landes entführt.
Im Roman Deckname Otto von Lisa Saint Aubin de Terán werden die Figur Mehdi Ben Barkas und sein ungeklärter Tod dargestellt.
Der französische Kriminalschriftsteller Jean-Patrick Manchette verwendet den authentischen Fall als Grundlage seines Série noire-Romans Die Affäre N’Gustro.
Im Roman Gräser der Nacht des französischen Literaturnobelpreisträgers Patrick Modiano bildet die Entführung Ben Barkas einen Hintergrund der Handlung.
Der Roman 1965 – Rue de Grenelle von J. R. Bechtle erzählt die fiktive Geschichte eines Münchner Studenten, der ungewollt in die Entführung Ben Barkas verwickelt wird.

## Schriften
- Revolutionäre Alternative. Herausgegeben und eingeleitet von Bassam Tibi. Trikont-Verlag, München 1969, DNB 730352617.